# Franz Katz
Franz Katz (25. září 1887 Jenišov – 2. srpna 1955 Londýn) byl československý politik německé národnosti a meziválečný poslanec Národního shromáždění za Německou sociálně demokratickou stranu dělnickou v ČSR.

## Biografie
Původně pracoval jako horník. V roce 1908 byl členem delegace na zakládající sněm dělnické mládeže v Rakousku. Byl odborovým tajemníkem ve Falknově. Od počátku 20. let působil jako okresní tajemník Německé sociálně demokratické strany dělnické ve Falknově. Byl zde rovněž členem obecního zastupitelstva. Zastával funkci krajského předsedy svazu dělnických pokladen.
Profesí byl tajemníkem strany. Podle údajů z roku 1935 bydlel ve Falknově nad Ohří.
Po parlamentních volbách v roce 1925 byl za Německou sociálně demokratickou stranu dělnickou v ČSR zvolen do Národního shromáždění. Mandátu ale nabyl až dodatečně roku 1926 jako náhradník poté, co zemřel poslanec Wenzel Staněk. Mandát pak obhájil ve všech následujících volbách, tedy v parlamentních volbách v roce 1929 i parlamentních volbách v roce 1935. Poslanecké křeslo ztratil na podzim 1938 v souvislosti se změnami hranic Československa.